# 李栄薫
李 栄薫（イ・ヨンフン、1951年9月10日 - ）は、大韓民国の経済史学者。ソウル大学経済学名誉教授・落星台経済研究所所長。経済史学会会長・韓国古文書学会会長も務めていた。元国務総理の金富謙は妹の夫。

## 経歴
- 1970年: 慶北高等学校卒業[3]
- 1974年: ソウル大学校商科大学経済学科卒業[4]
- 1977年 - 1982年: 芝谷書堂漢学5年課程[4]
- 1985年: ソウル大学校商科大学大学院より博士号取得[4]
- 1985年 - 1989年: 韓神大学校経済学科教授[3]
- 1989年 - 2002年: 成均館大学校経済学部教授[3]
- 2008年12月 - 2009年2月: 九州大学韓国研究センター客員教授[5]
- 2002年 - 2017年2月: ソウル大学校社会科学大学経済学部教授（2017年2月28日定年退職[6]）

定年退職後は、李承晩学堂の校長として活動している。

## 研究内容
- 安秉直・李大根らと李氏朝鮮時代から現代にかけての韓国の経済史を研究している。特に植民地支配下の朝鮮経済の研究で知られ、「日本による植民地時代に韓国が土地と食糧を収奪されたという韓国史教科書の著述は歪曲されたものだ」という主張を提起し、「私たちが植民地時代について知っている韓国人の集団的記憶は多くの場合、作られたもので、教育されたものだ」としている[7]。
- 北朝鮮に対して極めて否定的であり、「民主主義と市場経済に基づく南の国家と、筆者が見たところ韓国史がかつて経験した国家的農奴制の再来に等しい、国家理性の発達水準が支配階級が首都に集住した高麗時代へと後退したようにすら見える、北の国家と一つになるという突飛な国家工学が国民大衆からあれだけ広範囲かつ献身的な支持を引き出していることは、ある有能な政治指導者の巧妙な大衆操作のせいでしかないとは言い切れず、有史以来、韓国人は一つの共同民族体だったという、どうやっても証明できない神話の怪力としか説明しようがない[8]」「自由民主主義に立脚した統一の原則が明確に示されないまま、南北朝鮮のトップが互いに抱き合っている写真を幾度となく見せつけ、あたかも統一の日が迫っているかのように語られています。その統一とは、いったい全体、誰のための統一でしょうか。統一するのであれば、まずは北朝鮮の首領体制が解体される必要があるという批判は教科書にはみえません[9]」と述べている。
- 民族問題研究所と親日人名辞典編纂委員会が第2回親日人名辞典を発表したのを受けて「日帝時代に文明について学習した人たちや、韓国に現代文明を根付かせた人物たちをすべて否定するものだ。結果的に現代の韓国に生きる自分たちの歴史を否定するという矛盾を内包している」と述べた[10]。
- 李氏朝鮮後期に資本主義の萌芽が存在したが、日本の植民地支配により芽が摘まれてしまったとする「資本主義萌芽論」を批判しており、「幻想」と評している[1]。
- 「朝鮮後期の土地所有の基本的な構造と農民の経営」という論文で1985年に博士号を取得している[3]。
- 「解放前後史の再認識」の編集に参加し、その内容の概略を「解放前後史の再認識特講」として、2006年6月に韓国教育放送公社ラジオで放送した。2007年、それを3倍の分量に増補してキパラン出版社より『大韓民国の物語 解放前後史の再認識講義』を出版する。同書は2009年文藝春秋社から『大韓民国の物語』として翻訳出版された。
- 趙廷来の作品『アリラン』について、「商品化された民族主義[11]」の事例として、批判をおこなっている[12]。
- 佐々木潤之介の「アジアの革命の主体として貧農が歴史的に形成され、発展してきた過程を追求することが、アジアの革命の時代を生きている歴史学徒に付与された任務」という内容の論文を読んで大きな感銘を受け、経済史学者としておこなうべきことを発見したと述べている[1]。
- 2013年に出版した自由民主主義、市場経済、大韓民国憲法秩序を基礎にした正統史観で李承晩などの建国勢力と朴正煕の産業化勢力などを叙述した『대한민국 역사』（大韓民国歴史）において、左派が李承晩や朴正煕など建国・産業化勢力を蔑視し、共産主義の金日成北朝鮮政権を美化するイデオロギーを拡散させていることについて反論しながら、成功を収めた韓国の現代史（漢江の奇跡）を浮き彫りにさせ、右派の現代史の確立に新たな地平を切り開いたことが評価され、全国経済人連合会が主催する市場経済対象著述部門大賞受賞者に選ばれた[13]。
- 2016年2月26日韓国大統領直属国民大統合委員会の「和合と共生フォーラム」委員長に就任[14]。
- 「これまでの常識に固まった誤った歴史を正してきた努力」（授賞理由）の功労が認められ、2016年に自由企業院（朝鮮語版）が選定する第3回自由院賞を受賞した[15]。
- 反日種族主義を批判しており、朝鮮に民族という観念が初めて導入されたのは日本統治時代のことであり、日本による抑圧と差別の中で生まれた新しい共同体意識が朝鮮の民族主義であるが、朝鮮の民族主義が日本の民族意識と大きく異なるのは、それが親族の拡大形態として受容されたことにあり、それをたどれば「我々はみな檀君の子孫であるという民族意識」に至り、特に両班においてこの観念は拭いがたく強固であり、「族譜」の壮大な拡大バージョンが朝鮮民族であると指摘しており、「個人は全体に没我的に包摂され、集団の目標と指導者を没個性的に受容します。このような集団が種族です。このような集団を単位にした政治が『種族主義』です。私は、韓国の政治はこのような種族主義の特徴を強く帯びていると考えます。（中略）このような韓国の政治文化が、対外的に日本との関係に至ると、非常に強い種族主義として噴出します」「反日種族主義は一九六〇年代から徐々に成熟し、一九八〇年代に至り爆発しました。自律の時代に至り、物質主義が花開いたのと軌を一にしました。反日種族主義に便乗し、韓国の歴史学界は数多くの嘘を作り出しました。この本が告白したいくつかは、そのほんの一部に過ぎません。嘘はまた反日種族主義を強化しました。過ぎし三〇年間、韓国の精神文化はその悪循環でした。その中で韓国の精神文化は、徐々に低い水準に堕ちて行きました」と述べている[16]。

## 評価

### 日本における評価
- 永島広紀は、李は韓国近代経済史研究におけるトップランナーの一人であり、「かつての民族至上主義的な右派とは明確に一線を画する保守論客」と評している[17]。
- 小倉紀蔵は、李は著名な歴史家の一人であり、「真に勇気のある韓国人がここにいる、という感じだ。これまでは歴史について韓国人がどんなに声高に語っていても、つねに『民族』に遠慮している。『民族』をこわがっている。『民族』の代表者になってしまっている。『個人』の意見を堂々と語っていない。そんな印象を受けていたからだ。もっと自由に語ってもいいはずなのに、できなかった」と評している[18]。
- 三輪宗弘（九州大学教授）は、李の著書『大韓民国の物語』は高邁かつ知的レベルが高いとしたうえで、「李栄薫の知性と勇気と自由な発想に敬意を払いたかった」「韓国の歴史清算の動きに敢然と立ち向かった知性と勇気」「偽りの歴史で過去を清算し、断罪するようなことがまかり通る国には未来はないという、韓国に対する愛国心が満ち溢れています」「聡明な頭脳」「李栄薫の寸鉄の鋭きを持ち合わせたレーダーは、韓国の病理をスクリーンに鮮やかに映し出してくれます」「李栄薫の保守主義が本物であると私は思いました。錦の御旗の正義感を謳う研究者とは質が違うのです」「日本と韓国の歴史認識が共通の基盤に立てる可能性を引き出した、勇気と知性に満ちた本書に出会え、日韓の歴史認識が怨念から事実に基づいた史実の解明につながる日が近づいたと感じました」「韓国の民族主義を批判するのは李栄薫教授グループの知性にお任せし、いや韓国の良心にゆだね」「素晴らしい歴史家」「江戸時代の天才棋士本因坊秀策の華麗な打ち回し」と称賛している[19]。
- 鈴木琢磨（『毎日新聞』編集委員）は、これほどの実力を持った知識人が日本では知られておらず、ようやくという感じだという。そして、事実を堂々と開陳され「痛快」の極みであり、委縮していた脳みそが伸びるような、凍っていた歴史が春の日差しに融けだすかのような初めての体験であり、とびきりの上等の教養人であり、専門馬鹿ではなく、知的でユーモラス、同胞を愛しながら溺れず、視野が広く、自らの言葉で歴史を語る感覚は、司馬遼太郎と通じる部分があるという。そして、放っておいたら重症になるかもしれない歴史問題という風邪を退治したい純粋な一念、日本にも広がっているその風邪を翻訳という形で往診に来てくれて慶賀にたえないと評している[20]。
- 下川正晴は、「いつも本質的な話をする、勇気のある学者」と評し、李の著書『大韓民国の物語』を「韓国に関心のある日本人は、ぜひ読まれた方が良い」と推薦している。なお、永島広紀が翻訳し、文藝春秋で出版したのは、下川が韓国外国語大学客員教授を務めていたときに紹介したという[21]。
- 渡辺利夫は、李栄薫の土地調査事業研究について、「（朝鮮の土地の4割が日本統治時代の土地調査事業を通じて日本に収奪されたとする往時の韓国歴史学界の通説であり、中高生の使う歴史教科書にも書かれているが）土地調査事業は、総督府の土地行政を公正化し所有権を確定するための画期的な試図であったことを立証したのである。真実に徹底的に向き合うことがアカデミズムのすべてだという教授の信条は、日本の温和で穏やかなアカデミズムの世界では想像もできないほどの勇気を要する」「運命の半島という表現が私の頭をよぎる。この半島にあってまっとうな歴史認識にまで到達しようと格闘する知識人の文明批評は実に過酷である」「言説は実に果敢である。フィールドワークによる各地の資料の収集、これにもとづく徹底的な実証が教授の研究の真骨頂である」と評している[16]。

### 韓国における評価
- 慰安婦について「従軍慰安婦は売春業」「朝鮮総督府が強制的に慰安婦を動員したと、どの学者が主張しているのか」などの挺身隊関連の発言に対し、韓国挺身隊問題対策協議会（常任代表申蕙秀）から教授職辞任を要求された[22]。最終的に元慰安婦に対し、2004年9月にナヌムの家にて韓国式の土下座（地面に額を押し付け屈服の意を表明する）をした上で謝意を伝えつつ「日本に協力した多くの韓国人がおり、植民地解放以降も女性たちの性の搾取が国家により行われてきたため、それを正すことが必要」との自身の見解を述べたが、元慰安婦らに数十分におよび罵倒された[23]。

## 著書・論文
- 『近代朝鮮水利組合の研究』（1992年、宮嶋博史・李栄薫・松本武祝・張矢遠、日本評論社） ISBN 9784535580534
- 『近代朝鮮工業化の研究』（1993年、中村哲・安秉直編、日本評論社） ISBN 9784535580541
- （朝鮮語） 『朝鮮土地調査事業の研究』（1997年、金鴻植・宮嶋博史・李榮董・朴錫斗・趙錫坤・金載昊、民音社） ISBN 9788937445392
- （朝鮮語） 『数量経済史からみた朝鮮後期』（2004年 李榮董編　ソウル大学校出版部） ISBN 8952105419
- （朝鮮語） 『解放前後史の再認識』（2006年、박지향・김철・김일영・李榮薫、本の世界） ISBN 8970135537
- （朝鮮語） 『大韓民国の物語 解放前後史の再認識講義』（2007年、기파랑） ISBN 9788991965607
  - ＜解放前後史の再認識＞特講1 大韓民国は誤って立てられた国だという認識
  - ＜解放前後史の再認識＞特講2 民族主義の陥穽から脱しよう
  - ＜解放前後史の再認識＞特講3 植民地収奪論 vs 植民地近代化論
  - ＜解放前後史の再認識＞特講4 日帝がこの地に残した遺産
  - ＜解放前後史の再認識＞特講5 解放はどのようにして成り立ったのか
  - ＜解放前後史の再認識＞特講6 南北分断の原因と責任
  - ＜解放前後史の再認識＞特講7 建国の文明史的意味
  - ＜解放前後史の再認識＞特講8 韓国戦争は誰がどうして起こしたのか
  - ＜解放前後史の再認識＞特講9 李承晩大統領を正しく知る
  - ＜解放前後史の再認識＞特講10 1950年代は暗鬱なだけの時代だったのか
  - ＜解放前後史の再認識＞特講11 結論 :「民族主義史学」から「自由主義史学」へ
- （朝鮮語） 『대안교과서 한국근현대사』（共著、2008年、도서출판 기파랑）
- 『大韓民国の物語 韓国の『国史』教科書を書き換えよ』（永島広紀 訳、2009年3月、文藝春秋） ISBN 4163703101
- 紹介「韓国の歴史教科書を書き換えよ」-（『月刊 文藝春秋』2009年5月号）
- （朝鮮語） 『대한민국 역사』（2013年、도서출판 기파랑） ISBN 9788965239062
- (朝鮮語)『한국경제사』 (韓国経済史、全2巻、일조각、2016年12月)
- New Daily に寄稿した論文
  - （1）迷っている歴史意識 2009.05.12 （朝鮮語）
  - （2）民族主義の落とし穴から脱しよう 2009.05.14 （朝鮮語）
  - （3）朝鮮王朝はなぜ亡びたか 2009.05.15 （朝鮮語）
  - （4）植民地収奪論について 2009.05.18 （朝鮮語）
  - （5）植民地近代化論の正しい理 2009.05.19 （朝鮮語）
  - （6）協力者達 2009.05.21 （朝鮮語）
  - （7）日本軍慰安婦問題の実体 2009.05.25 （朝鮮語）
  - （8）その日私はなぜそのように言ったのか 2009.06.01 （朝鮮語）
  - （9）日帝がこの地に残した遺産 2009.06.05 （朝鮮語）
  - （10）解放はどのように成立したか 2009.06.26 （朝鮮語）
  - （11）分断の原因と責任 2009.07.03 （朝鮮語）
  - （12）建国の文明史的意義 2009.07.14 （朝鮮語）
  - （13）李承晩大統領を正しく理解する 2009.07.21 （朝鮮語）
  - （14）反民特委をかえりみる 2009.07.30 （朝鮮語）
  - （15）朝鮮戦争とスターリン Xファイル 2009.08.27 （朝鮮語）
  - （16）1950年代の再評価 2009.09.04 （朝鮮語）
  - （17）開発の新しい時代のために 2009.09.23 （朝鮮語）
- （朝鮮語） 『반일 종족주의』(反日種族主義) 未来社、2019年7月。ISBN 978-8970873268
  - 編著『反日種族主義　日韓危機の根源』[24]文藝春秋、2019年11月。ISBN 978-4163911588／文春文庫、2022年3月。ISBN 978-4167918491
  - 編著『反日種族主義との闘争』文藝春秋、2020年9月。ISBN 978-4163912592